# 李虞仲
李虞仲（772年—836年），字见之，赵郡平棘（今河北省赵县）人，唐朝大臣。祖父是大理丞李震，父亲是“大历十才子”之一李端。
李虞仲擅长写诗，唐宪宗元和初年登进士第。又以制策登科，授弘文校书。在荆南担任从事，入朝为太常博士，转任兵部员外郎、司勋郎中。唐敬宗宝历年间，考制策非常精心，转为兵部郎中，知制诰，拜中书舍人。大和四年（830年），出任华州刺史、兼御史大夫。入朝拜为左散骑常侍，兼秘书监。李虞仲简淡寡欲，正直文雅，世代是文学之士，贵而不骄，被士林推重。大和八年（834年），转尚书右丞。大和九年（835年），为兵部侍郎，官至吏部侍郎。开成元年（836年）四月去世，时年六十五岁。赠吏部尚书。

## 延伸阅读
[在维基数据编辑]
 在维基文库阅读此作者作品
 《舊唐書/卷163》，出自刘昫《舊唐書》
 《新唐書/卷177》，出自《新唐書》